# Jaroslav Arnošt Trpák
Jaroslav Arnošt Trpák (15. července 1892, Jindřichův Hradec – 18. května 1968, Praha) byl pražský novinář, redaktor, prozaik, překladatel z angličtiny. Prostřednictvím svých novinových článků se věnoval propagaci aviatiky, automobilismu a celkově aktivního způsobu života. Nejvíce je dnes známý jako autor propagačního názvu Česká Kanada.

## Život
J. A. Trpák se narodil v Jindřichově Hradci, v rodině učitele Jana Trpáka st. (1849–1928) a manželky, rozené Zemanové (1860–1941). Ke svému rodišti se po celý život hlásil a propagoval ho jako příhodnou rekreační destinaci. Jeho otec, později místní ředitel národní školy, byl známý ve městě pro nezištnou osvětovou, kulturní a vzdělávací činnost. Od roku 1909 byla rodina Jana Trpáka st. (tehdy již ve výslužbě) policejně hlášena na Královských Vinohradech. Jan Trpák byl nejmladším ze tří synů Jana Trpáka st.
V roce 1914 narukoval jako vojín do první světové války, v roce 1916 se jako invalida vrátil.
Za okupace se krátce podílel na činnosti ilegální buňky v tiskárně, během Pražského povstání bojoval na barikádách. Po osvobození krátce pracoval v propagačním oddělení Rudého práva. Po obvinění z kolaborace a vysilující snahy o svou obhajobu se stáhl do ústraní.
Zemřel v Praze, místo posledního odpočinku se nepodařilo identifikovat.

## Novinářská kariéra
Svou novinářskou kariéru Trpák zahájil ve svých dvaceti letech jako dopisovatel pražských listů z Bulharska a následně z Ruska. Posléze byl spojen především s deníkem Národní politika. V polovině dvacátých let na několik let zakotvil v Národních listech, kde určitou dobu působil i jako hlavní redaktor.
Příležitostně psal i pro Lidové noviny. Po odchodu z Národních listů působil v lounském listu Naše stráž, odkud přešel do listu Venkov, který vydávali pražští agrárníci. V jeho redakci působil i během války, než byl z redakce pro svou neochotu psát články v duchu okupační politiky vyštván. Nicméně v deníku Venkov 14. 3. 1942 jím podepsaný - značně proněmecký - článek Národ v konečném stadiu vyšel.

## Vznik názvu Česká Kanada
Počátkem 20. let odjel Trpák na asi roční pobyt do Ameriky. Vliv tohoto zaoceánského pobytu lze vystopovat jak v jeho pozdějších překladech s indiánskou tematikou, tak i v neobvyklém názvu, kterým začal označovat svůj rodný kraj.
S rozmachem rekreace a turistiky došel k názoru, že sebekrásnější Jindřichohradecko se pro turisty nestane lákadlem samo od sebe. Pod vlivem amerického marketingu vymyslel název, kterým se snažil zdůraznit jedinečnost rodného kraje a zároveň uspokojit rekreanty, kteří pokukovali po zahraničních destinacích. Oficiálně název Česká Kanada poprvé použil v roce 1928. V dalších letech se také propagaci České Kanady aktivně věnoval. Promyšlený propagační název se pak brzy stal veřejným majetkem.

## Dílo
Kromě velkého množství novinových článků, které Trpák psal v rámci své novinářské profese, především v období svých vleklých nemocí, napsal nebo přeložil několik knih. Jako první do češtiny převedl populární knihy spisovatelky Richmal Cromptonové o Williamovi, resp. Jirkovi, postrachu rodiny.

### Vlastní práce
- Morituri. Válečné obrazy z pole. Praha : Tiskové a vydavatelské družstvo českých socialistů, 1919.
- Naši ptáci v klecích. Pokyny k chovu a plemenitbě nejoblíbenějších českých ptáků zrnozobých, praktická pojednání o kleci… I., Zrnozobí. Praha-Smíchov : Zvířena (A. Král), 1925.
- Holátka majora polního letce Tomáše. Původně vyšlo jako povídka na pokračování v časopise Malý čtenář (1931), s ilustracemi Zdeňka Buriana[17]; samostatně jako sběratelský e-book v roce 2014.[18]

### Překlady (výběr)
- Jeyrson, R.: Mezi texasskými cowboyi. Přeložil J. A. Trpák. Praha : A. Král, 1925.
- Moorehead, W. K.: Indiánští hrdinové (v orig. Warren King Moorehead). Upravil J. A. Trpák. Edice: Příroda, technika, věda, č. 4. Praha : F. Topič, 1925.
- Kearton, C.: Můj přítel Toto. Šimpanzova dobrodružství a příběhy na cestě z Konga do Londýna. Přeložil J. A. Trpák. Praha : Pražská akciová tiskárna, 1927.
- Cromptonová, R.: Jirka, postrach rodiny. Svazek I., II., IV. až VII. Z angličtiny přeložil J. A. Trpák. V Praze : Jos. R. Vilímek. 1935–1940.[16]
- Wodehouse, P. G.: Mladí páni v kamaších (v orig. Young Men in Spats). Z angličtiny přeložil J. A. Trpák. V Praze : Jos. R. Vilímek, 1938.